# Deontologija
Deontologija (grč. deon, što treba biti i logos, riječ, govor) je znanost o dužnostima o onome što treba činiti kao empirijsko istraživanje o različitim posebnim dužnostima koje odgovaraju raznovrsnim prilikama u životu (npr. medicinska deontologija, deontologija prava).